# Martina Grimaldi
Pour les articles homonymes, voir Grimaldi (homonymie).
Martina Grimaldi (née le 28 septembre 1988 à Bologne) est une nageuse italienne, spécialiste des épreuves de nage en eau libre.

## Palmarès

### Jeux olympiques
- 10e en 10 km en eau libre en 2008 à Pékin
- Médaille de Bronze en 10 km en eau libre en 2012 à Londres

### Championnats du monde
- Médaille d'or en 25 km aux Championnats du monde de natation 2013 à Barcelone
- Médaille d'argent en 10 km aux Championnats du monde de natation 2011 à Shanghai
- Médaille de bronze en 10 km aux Championnats du monde de natation 2009 à Rome
- 5e en 25 km aux Championnats du monde de natation 2011 à Shanghai
- 7e en 25 km aux Championnats du monde de natation 2009 à Rome
- 16e en 5 km aux Championnats du monde de natation 2007 à Melbourne

### Championnats du monde de nage en eau libre
- Médaille d'or en 10 km aux Championnats du monde de nage en eau libre 2010 à Roberval
- 8e en 5 km aux Championnats du monde de nage en eau libre 2006 à Naples
- 26e en 10 km aux Championnats du monde de nage en eau libre 2008 à Séville

### Championnats d'Europe
- Médaille d'or en 10 km aux Championnats d'Europe de nage en eau libre 2011 à Eilat
- Médaille d'or en 10 km aux Championnats d'Europe de nage en eau libre 2012 à Piombino
- Médaille d'or en 25 km aux Championnats d'Europe de nage en eau libre 2016 à Hoorn
- Médaille d'argent en 10 km aux Championnats d'Europe de nage en eau libre 2008 à Dubrovnik
- Médaille de bronze en 25 km aux Championnats d'Europe de natation 2010 à Budapest
- 4e en 25 km aux Championnats d'Europe de natation 2008 à Dubrovnik
- 6e en 5 km aux Championnats d'Europe de natation 2006 à Budapest
- 9e en 10 km aux Championnats d'Europe de natation 2010 à Budapest